# Język ma’anyan
Język ma’anyan (maanyan  , ma’anjan) – język austronezyjski używany w prowincji Borneo Środkowe w Indonezji, przez grupę ludności w kabupatenie Barito Selatan. Według danych z 2003 roku posługuje się nim ok. 150 tys. osób.
Sami użytkownicy wyróżniają trzy dialekty: paju epat („cztery wsie”), paju sapuluh („dziesięć wsi”) i banua lima („pięć wsi”); są to również nazwy poszczególnych grup ludu Ma’anyan. Różnice dotyczą przede wszystkim elementów leksyki. Ethnologue (wyd. 18, 2015) wyodrębnia następujące dialekty ma’anyan: dusun balangan, samihim (buluh kuning), sihong (siong). W powszechnym użyciu są też języki banjar i indonezyjski.
Wymierający język paku był niegdyś klasyfikowany jako dialekt ma’anyan (bądź bliski genealogicznie język). Według klasyfikacji A.D. Smitha (2017) języki te należą do bardziej odległych od siebie grup (ma’anyan został zakwalifikowany do języków barito południowo-wschodnich, a paku – do barito centralno-wschodnich). Pod względem struktury i leksyki paku jest bardzo bliski ma’anyan, co wynika z silnego wpływu ma’anyan na język tej społeczności. Również samihim bywa wymieniany jako odrębny język, zwłaszcza w starszych pracach lingwistycznych. Zgodnie z nowszą klasyfikacją samihim powinien być rozpatrywany w ramach gałęzi barito centralno-wschodniej (podobnie jak paku), przy czym niektóre doniesienia sugerują, że chodzi o dialekt ma’anyan.
Bliskim krewnym ma’anyan jest język malgaski z Madagaskaru. Związek ten został bliżej przebadany w II poł. XX w. Kompleksowego porównania obu języków dokonał Otto Christian Dahl, autor obszernej pracy z 1951 r.  W porównaniu do malgaskiego ma’anyan wyróżnia się innowacyjnym charakterem morfosyntaktyki, która upodobniła się do cech struktury malajskiej (podobnie jak w przypadku innych języków regionu). Jednocześnie ma’anyan nie przeszedł szeregu zmian fonologicznych, które nastąpiły w języku malgaskim (prawdopodobnie odzwierciedlając wpływ języków komoryjskich, możliwy substrat bantu). Elementy austronezyjskiego systemu stron gramatycznych, który został zatracony w ma’anyan, zachowały się z kolei w języku malgaskim. 
Służy zasadniczo jako język mówiony i nie wykształcił własnego systemu pisma (podobnie jak pozostałe języki Kalimantanu). Zalążki piśmiennictwa w języku ma’anyan (głównie w postaci przekładów religijnych) powstawały w poł. XIX w. i XX w., w związku z działalnością misjonarzy zachodnich. We wczesnych publikacjach zawarto pewne dane leksykalne (1889, 1913) oraz skrótowy opis gramatyki (1913). Nowsze materiały opisowe nt. ma’anyan to m.in. opracowania gramatyczne: Struktur bahasa Maanyan (1984) , A grammar of Maanyan: A language of Central Kalimantan (1985/1988)  oraz słownik: Kamus Bahasa Ma’anyan (1997). Jest zapisywany alfabetem łacińskim.